# Minuto de arco

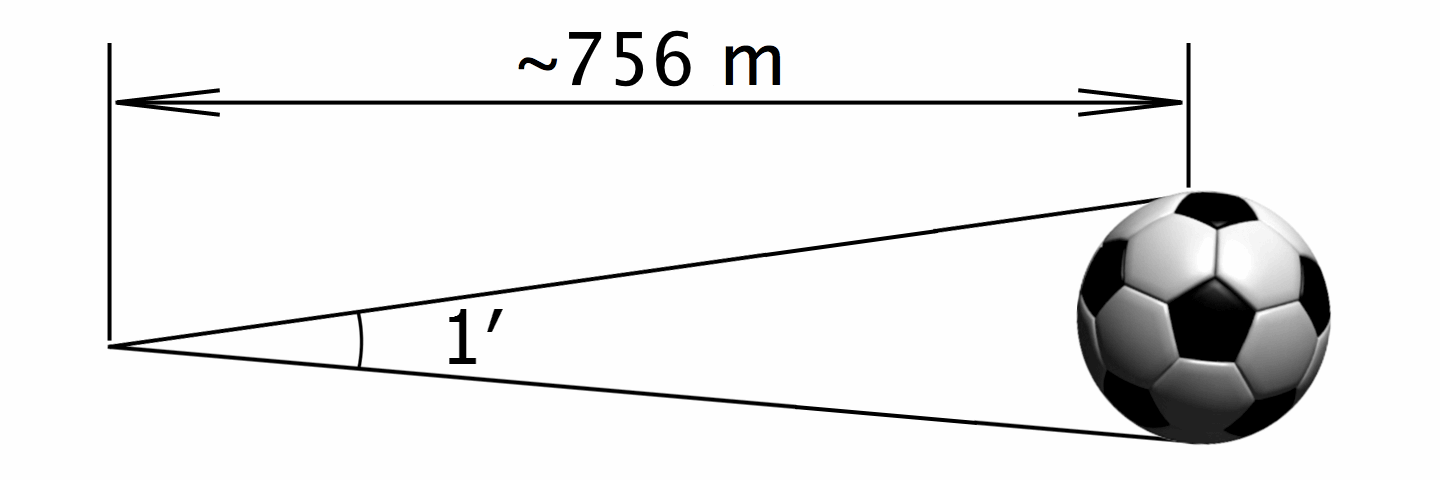
Uma bola oficial de futebol a uma distância de cerca de 756 metros subtende um ângulo de um minuto de arco.

Minuto, minuto de arco  ou arco-minuto, usualmente abreviado como arcmin ou  amin, é uma unidade de medida angular equivalente a um ângulo igual a 1/60 de grau ou 1/21600 do círculo. Trata-se de uma unidade de medida usada em astronomia e geometria.
Um grau se define como 1/360 de um círculo, de modo que um arcmin equivale a 1/21600 do  círculo ou  π/10800 radianos. 

## Símbolos, abreviaturas e subdivisões
O símbolo padrão do minuto de arco é a plica (′).  Portanto, um minuto de arco escreve-se 1′. Menos frequentemente,  utiliza-se a plica com um  circumflexo  ({\displaystyle {\hat {'}}}). Nas aplicações em que só podem ser usados os caracteres ASCII, o caractere numerado (U+0027) substitui a plica.
A subdivisão do minuto de arco é o segundo de arco ou arco-segundo. Um minuto de arco tem  60 segundos de arco. Portanto, um segundo de arco é 1/3600 de um grau ou 1/1296000 de um círculo completo  ou, ainda,  π/648000 radianos, ou seja, aproximadamente 1/206265 radianos.
O símbolo padrão do segundo de arco é a dupla plica (″). Portanto, um segundo de arco escreve-se 1″. Nas aplicações em que só podem ser utilizados os caracteres ASCII, o caractere numerado (U+0022) substitui a dupla plica.
Para expressar ângulos ainda menores, podem ser empregues os  prefixos  do SI. Em particular, o miliarcosegundo (abreviado mas),  utiliza-se às vezes en astronomia.
| unidade          | valor                | símbolo          | abreviaturas                                  | em radianos (approx.) |
| ---------------- | -------------------- | ---------------- | --------------------------------------------- | --------------------- |
| grau             | 1/360 círculo        | °                | Grad                                          | 17.4532925 mrad       |
| arcominuto       | 1/60 grau            | ′ (plica)        | arcmin, amin, {\displaystyle {\hat {'}}}, MOA | 290.8882087 µrad      |
| arcosegundo      | 1/60 arcominuto      | ′′ (dupla plica) | arcseg                                        | 4.8481368 µrad        |
| miliarcosegundo  | 1/1000 arcosegundo   |                  | mas                                           | 4.8481368 nrad        |
| microarcosegundo | 1 × 10−6 arcosegundo |                  | μas                                           | 4.8481368 prad        |